# بز قوتش السفلى (كاهشنغ)
بز قوتش السفلى (بالفارسية: بزقوچ سفلی) هي مستوطنة تقع في إيران في قسم كاهشنغ الريفي. يقدر عدد سكانها بـ 34 نسمة .